# Kauru (Pajusi)
Kauru – wieś w Estonii, w prowincji Jõgeva, w gminie Pajusi.